# كريستيان جونسون
كريستيان جونسون (بالإنجليزية: Christian Johnson)‏ هو لاعب كرة قدم أمريكية أمريكي، ولد في 17 أكتوبر 1986 في الإسكندرية في الولايات المتحدة.

## وصلات خارجية
- كريستيان جونسون على موقع مرجع كرة القدم المحترفة.كوم (الإنجليزية)
- كريستيان جونسون على موقع JustSportsStats.com (الإنجليزية)